# Liste der Baudenkmäler in Samerberg
Auf dieser Seite sind die Baudenkmäler in der oberbayerischen Gemeinde Samerberg zusammengestellt. Diese Tabelle ist eine Teilliste der Liste der Baudenkmäler in Bayern. Grundlage ist die Bayerische Denkmalliste, die auf Basis des Bayerischen Denkmalschutzgesetzes vom 1. Oktober 1973 erstmals erstellt wurde und seither durch das Bayerische Landesamt für Denkmalpflege geführt wird. Die folgenden Angaben ersetzen nicht die rechtsverbindliche Auskunft der Denkmalschutzbehörde.

## Ensembles

### Ensemble Dorfplatz

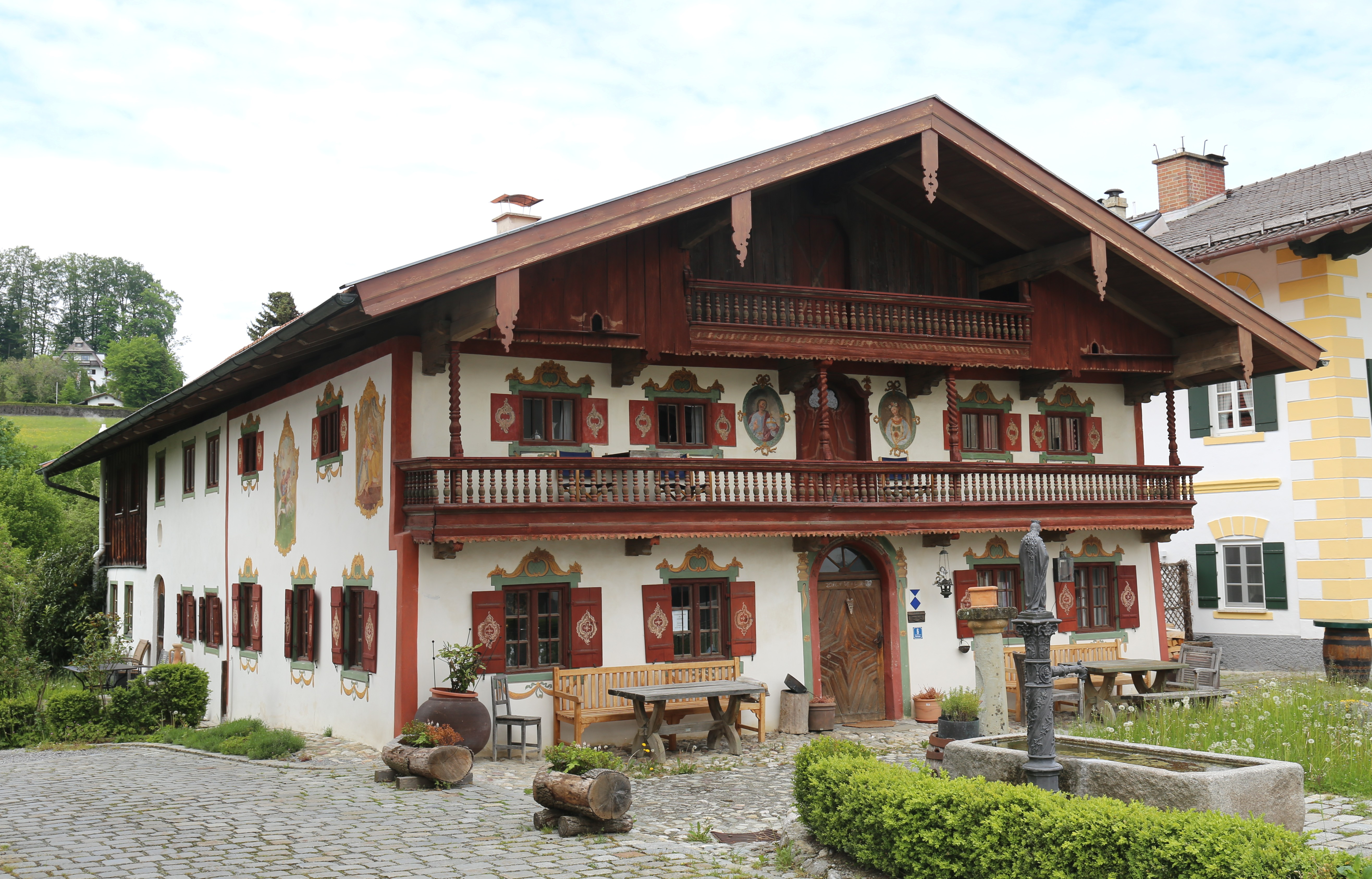

Der Törwanger Dorfplatz ist der Mittelpunkt einer großen Bauerngemeinde, die sich weitläufig über den Samerberg erstreckt. Der Platz, der durch die Erweiterung der Durchgangsstraße entsteht, wird vom Bau der spätgotischen, vom ummauerten Friedhof umgebenen Pfarrkirche beherrscht. Die reich ausgestattete Anlage ist der kirchliche Mittelpunkt für eine große Zahl von Einöden und Weilern. In offener Bauweise ordnen sich dem Platz der stattliche Postgasthof aus dem frühen 19. Jahrhundert, der reich bemalte barocke ehemalige Mesnerhof und das Gemeindehaus zu, außer diesen dem gemeindlichen Leben direkt oder indirekt dienenden Gebäuden fünf große Einfirsthöfe des 19. Jahrhunderts. Es handelt sich um meist giebelständige, lebendig gestaffelte zweigeschossige Bauten mit vorkragenden Flachsatteldächern, zum Teil mit historisierenden Putzgliederungen des späteren 19. Jahrhunderts. – Der Geschäftshausneubau Dorfplatz 2 hat dem historischen Ortsbild wenig Rechnung getragen. 
Aktennummer: E-1-87-172-1.

## Einzeldenkmäler nach Ortsteilen

### Brunn
| Lage                    | Objekt     | Beschreibung                                                                                 | Akten-Nr.              | Bild           |
| ----------------------- | ---------- | -------------------------------------------------------------------------------------------- | ---------------------- | -------------- |
| Haus Nr. 5 (Standort)   | Bauernhaus | mit Blockwandobergeschoss, Laube und Giebellaube, 2. Hälfte 18. Jahrhundert, Dachstuhl 1912. | D-1-87-172-10 Wikidata | weitere Bilder |
| Haus Nr. 6/8 (Standort) | Bauernhaus | mit Giebellaube, 1843; Zuhaus, mit Außenstiege, 1878.                                        | D-1-87-172-11 Wikidata | weitere Bilder |
| Brunn 8/10 (Standort)   | Wegkreuz   | Holzkorpus mit Wettermantel, neugotisch, Mitte 19. Jahrhundert                               | D-1-87-172-84 Wikidata | weitere Bilder |

### Duft
| Lage                  | Objekt          | Beschreibung           | Akten-Nr.              | Bild           |
| --------------------- | --------------- | ---------------------- | ---------------------- | -------------- |
| Haus Nr. 1 (Standort) | Duftbräukapelle | 1930; mit Ausstattung. | D-1-87-172-70 Wikidata | weitere Bilder |

### Eiding
| Lage                  | Objekt             | Beschreibung | Akten-Nr.                        | Bild           |
| --------------------- | ------------------ | --- | -------------------------------- | -------------- |
| Haus Nr. 1 (Standort) | Bauernhaus         | stattliche Anlage, mit Giebellaube, Eckquaderungen, barockisierender Bemalung von 1923 und geschnitztem Türstock; erbaut 1842.                                                           | D-1-87-172-12 Wikidata           | weitere Bilder |
| Haus Nr. 2 (Standort) | Zugehöriges Zuhaus | verputzter Bruchsteinbau, bezeichnet 1865. | D-1-87-172-12 zugehörig Wikidata | weitere Bilder |
| Haus Nr. 3 (Standort) | Bauernhaus         | Einfirsthof, zweigeschossiger Massivbau mit Flachsatteldach, bez.1842, geschnitzte neugotische Türe bez. 1852, Aufstockung des Dachs und Putzgliederung wohl 1928, Giebellaube erneuert. | D-1-87-172-14 Wikidata           | weitere Bilder |

### Eßbaum
| Lage                   | Objekt     | Beschreibung | Akten-Nr.              | Bild           |
| ---------------------- | ---------- | --- | ---------------------- | -------------- |
| Eßbaum 3 (Standort)    | Bauernhaus | Wohnteil eines Bauernhauses, zweigeschossiger Massivbau mit Flachsatteldach, Giebellaube und giebelseitiger Bemalung, bezeichnet 1822.          | D-1-87-172-15 Wikidata | weitere Bilder |
| Eßbaum 5 (Standort)    | Bauernhaus | Einfirsthof, zweieinhalbgeschossiger Massivbau mit Flachsatteldach und Giebellaube, bezeichnet 1828, Bemalung im Nazarener-Stil, erneuert 1927. | D-1-87-172-16 Wikidata | weitere Bilder |
| Eßbaum 7 (Standort)    | Bauernhaus | Zweieinhalbgeschossiger Massivbau mit Flachsatteldach und zwei giebelseitigen Lauben, 1843.                                                     | D-1-87-172-17 Wikidata | weitere Bilder |
| Nähe Eßbaum (Standort) | Kapelle    | Neugotischer massiver Satteldachbau, Dachreiter mit Zeltdach und Putzgliederung, 2. Hälfte 19. Jahrhundert; mit Ausstattung.                    | D-1-87-172-18 Wikidata | weitere Bilder |

### Grainbach
| Lage                                     | Objekt                               | Beschreibung | Akten-Nr.              | Bild           |
| ---------------------------------------- | ------------------------------------ | --- | ---------------------- | -------------- |
| An der Straße nach Achenmühle (Standort) | Bildstock                            | Aus Holz, bezeichnet 1704 | D-1-87-172-27 Wikidata | weitere Bilder |
| Feichteckstraße 2 (Standort)             | Bauernhaus                           | Ehem. Bauernhaus, Einfirsthof, zweigeschossiger Massivbau mit Flachsatteldach und Hochlaube, bez. 1807. | D-1-87-172-21 Wikidata | weitere Bilder |
| Am Weg nach Törwang (Standort)           | Feldkapelle                          | 1738; mit Ausstattung | D-1-87-172-26 Wikidata | weitere Bilder |
| Hochriesstraße 40 (Standort)             | Bauernhaus                           | Wohnteil des Bauernhauses, zweigeschossiger Flachsatteldachbau mit Obergeschoss in Blockbauweise und verbretterter Giebellaube, 2. Hälfte 18. Jh.                                                               | D-1-87-172-22 Wikidata | weitere Bilder |
| Kirchplatz 1 (Standort)                  | Kath. Filialkirche                   | Kath. Filialkirche St. Ägidius und Nikolaus, im Kern spätromanischer Bau, 13. Jahrhundert, Chor und Turm Ende 15. Jahrhundert, Inneres im 18. Jahrhundert barockisiert; mit Ausstattung.                        | D-1-87-172-20 Wikidata | weitere Bilder |
| Kirchplatz 2 (Standort)                  | Gasthaus                             | Gasthaus Alpenrose, mit Flachsatteldach und Putzgliederungen, 1781. | D-1-87-172-23 Wikidata | weitere Bilder |
| Oberdorf 14 (Standort)                   | Wohnteil des ehemaligen Bauernhauses | Wohnteil des ehemaligen Bauernhauses („Haxn“), Flachsatteldachbau mit Blockbau-Obergeschoss, verbretterter Giebel- und Hochlaube, frühes 18. Jahrhundert, mit Ausbaudetails von 1884 (bezeichnet in der Stube). | D-1-87-172-75 Wikidata | weitere Bilder |
| An der Straße nach Frasdorf (Standort)   | Vierzehnnothelferkapelle             | Neu erbaut 1989, mit Vierzehnnothelfertafel von 1723; am Ortsausgang an der Straße nach Frasdorf. | D-1-87-172-25 Wikidata | weitere Bilder |

### Gritschen
| Lage                  | Objekt    | Beschreibung | Akten-Nr.              | Bild           |
| --------------------- | --------- | --- | ---------------------- | -------------- |
| Haus Nr. 1 (Standort) | Bauernhof | mit Hofkapelle, Zuhaus, Brunnen, Bildstock und Fischweiher, einzigartige Anlage; Wohnstallhaus mit Giebellaube, Laube reicher Fassadenmalerei und Bundwerk an der Traufseite, erbaut 1762; Hofkapelle, mit Schopfwalmdach, im oberen Teil Bienenhaus eingebaut, 1. Hälfte 19. Jahrhundert; Zuhaus, unverputzter Bruchsteinbau, 1866, mit Resten einer Kapelle des 17./18. Jahrhundert, überbaut; Brunnen mit Heiligenfigur, 19. Jahrhundert; Karpfenweiher. | D-1-87-172-28 Wikidata | weitere Bilder |

### Hartbichl
| Lage                  | Objekt     | Beschreibung                             | Akten-Nr.              | Bild |
| --------------------- | ---------- | ---------------------------------------- | ---------------------- | ---- |
| Haus Nr. 1 (Standort) | Bauernhaus | mit neugotisch geschnitzter Laube, 1862. | D-1-87-172-29 Wikidata | BW   |

### Haus
| Lage                  | Objekt     | Beschreibung                                                                                | Akten-Nr.              | Bild       |
| --------------------- | ---------- | ------------------------------------------------------------------------------------------- | ---------------------- | ---------- |
| Haus Nr. 9 (Standort) | Bauernhaus | unverputztes Feldsteinmauerwerk, mit Giebellaube, Balkon und geschnitzten Türstöcken, 1793. | D-1-87-172-31 Wikidata | Bauernhaus |

### Hintersteinberg
| Lage                            | Objekt     | Beschreibung | Akten-Nr.              | Bild |
| ------------------------------- | ---------- | --- | ---------------------- | ---- |
| Hintersteinberg 1, 2 (Standort) | Bauernhaus | Einfirsthof, zweigeschossiger verputzter Massivbau mit Flachsatteldach, Balusterlauben und geschnitzten Türen, wohl 1821 erbaut, Erneuerung von Dach und Fassadenmalereien nach Brand, bezeichnet 1945; Zuhaus, zweigeschossiger Massivbau mit Flachsatteldach und Giebellaube, 1850; Hofkapelle, kleiner Massivbau mit Steildach und Putzgliederung, um 1870; mit Ausstattung. | D-1-87-172-32 Wikidata | BW   |

### Hundham
| Lage                   | Objekt     | Beschreibung                                                                             | Akten-Nr.              | Bild           |
| ---------------------- | ---------- | ---------------------------------------------------------------------------------------- | ---------------------- | -------------- |
| Haus Nr. 8 (Standort)  | Bauernhaus | mit Giebellaube und Laube, 1781.                                                         | D-1-87-172-33 Wikidata | weitere Bilder |
| Haus Nr. 15 (Standort) | Bauernhaus | Blockbau-Obergeschoss, Giebellaube und Laube, 2. Hälfte 17. Jahrhundert, Dachstuhl 1836. | D-1-87-172-36 Wikidata | weitere Bilder |

### Kohlgrub
| Lage                   | Objekt          | Beschreibung                                                                                | Akten-Nr.              | Bild |
| ---------------------- | --------------- | ------------------------------------------------------------------------------------------- | ---------------------- | ---- |
| Haus Nr. 6 (Standort)  | Kleinbauernhaus | Obergeschoss-Blockbau, verputzt, mit Giebellaube, Laube und vorgesetztem Erdgeschoss, 1793. | D-1-87-172-37 Wikidata | BW   |
| Haus Nr. 10 (Standort) | Bauernhaus      | unverputzter Bruchsteinbau, mit Hochlaube, bezeichnet 1848.                                 | D-1-87-172-38 Wikidata | BW   |

### Laberg
| Lage                  | Objekt     | Beschreibung                                              | Akten-Nr.              | Bild       |
| --------------------- | ---------- | --------------------------------------------------------- | ---------------------- | ---------- |
| Haus Nr. 1 (Standort) | Bauernhaus | mit Giebellaube, Laube und geschnitzten Türstöcken, 1798. | D-1-87-172-39 Wikidata | Bauernhaus |

### Lues
| Lage                  | Objekt     | Beschreibung                                       | Akten-Nr.              | Bild           |
| --------------------- | ---------- | -------------------------------------------------- | ---------------------- | -------------- |
| Haus Nr. 1 (Standort) | Bauernhaus | unverputzter Bruchsteinbau, mit Giebellaube, 1845. | D-1-87-172-40 Wikidata | weitere Bilder |
| Im Ort (Standort)     | Wegkapelle | klein; Mitte 19. Jahrhundert; mit Ausstattung.     | D-1-87-172-41 Wikidata | weitere Bilder |

### Mitterhof
| Lage                   | Objekt     | Beschreibung                                              | Akten-Nr.              | Bild           |
| ---------------------- | ---------- | --------------------------------------------------------- | ---------------------- | -------------- |
| Haus Nr. 7 (Standort)  | Bauernhaus | mit Hochlaube und Bundwerkgiebel, erbaut 1782.            | D-1-87-172-42 Wikidata | weitere Bilder |
| Haus Nr. 13 (Standort) | Bauernhaus | mit Hochlaube und Giebelbundwerk, mit Hochtenne, um 1800. | D-1-87-172-43 Wikidata | weitere Bilder |

### Moosen
| Lage                  | Objekt     | Beschreibung                                                        | Akten-Nr.              | Bild           |
| --------------------- | ---------- | ------------------------------------------------------------------- | ---------------------- | -------------- |
| Haus Nr. 1 (Standort) | Bauernhaus | stattliche Anlage, mit Putzgliederungen und Hochlaube, erbaut 1844. | D-1-87-172-44 Wikidata | weitere Bilder |

### Mühlthal
| Lage                  | Objekt                     | Beschreibung                                                       | Akten-Nr.              | Bild |
| --------------------- | -------------------------- | ------------------------------------------------------------------ | ---------------------- | ---- |
| Haus Nr. 4 (Standort) | Ehemaliges Kleinbauernhaus | mit Giebellaube und Giebelbundwerk, bezeichnet 1792.               | D-1-87-172-46 Wikidata | BW   |
| Haus Nr. 6 (Standort) | Ehemaliges Kleinbauernhaus | Obergeschoss in Blockbauweise, geschlämmt, Mitte 18. Jahrhundert   | D-1-87-172-47 Wikidata | BW   |
| Haus Nr. 8 (Standort) | Ehemaliges Kleinbauernhaus | mit Blockbau-Obergeschoss und Giebellaube, modern bezeichnet 1757. | D-1-87-172-45 Wikidata | BW   |

### Niederthann
| Lage                                               | Objekt                           | Beschreibung | Akten-Nr.              | Bild |
| -------------------------------------------------- | -------------------------------- | --- | ---------------------- | ---- |
| Flur Hintersteinberg; Hintersteinberg 1 (Standort) | Ehemaliger Kalk- oder Zementofen | aus Bruchsteinen gemauerter Kubus mit gewölbtem Vorplatz zur Feuerung, wohl nach Mitte 19. Jahrhundert am Standort eines barockzeitlichen Vorgängerbaus errichtet. | D-1-87-172-76 Wikidata | BW   |

### Obereck
| Lage              | Objekt  | Beschreibung                                        | Akten-Nr.              | Bild           |
| ----------------- | ------- | --------------------------------------------------- | ---------------------- | -------------- |
| Im Ort (Standort) | Kapelle | Aussichtskapelle, 19. Jahrhundert; mit Ausstattung. | D-1-87-172-48 Wikidata | weitere Bilder |

### Oberleiten
| Lage                  | Objekt          | Beschreibung                                                | Akten-Nr.              | Bild           |
| --------------------- | --------------- | ----------------------------------------------------------- | ---------------------- | -------------- |
| Haus Nr. 3 (Standort) | Kleinbauernhaus | mit Hochlaube und zwei geschnitzten Türen, bezeichnet 1781. | D-1-87-172-49 Wikidata | weitere Bilder |

### Oberstuff
| Lage                  | Objekt                                 | Beschreibung                                            | Akten-Nr.              | Bild |
| --------------------- | -------------------------------------- | ------------------------------------------------------- | ---------------------- | ---- |
| Haus Nr. 1 (Standort) | Zugehörig freistehender Getreidekasten | Zugehörig freistehender Getreidekasten, 17. Jahrhundert | D-1-87-172-50 Wikidata | BW   |

### Obersulzberg
| Lage                  | Objekt     | Beschreibung                          | Akten-Nr.              | Bild           |
| --------------------- | ---------- | ------------------------------------- | ---------------------- | -------------- |
| Haus Nr. 1 (Standort) | Bauernhaus | Bruchsteinmauerwerk, unverputzt, 1839 | D-1-87-172-51 Wikidata | weitere Bilder |

### Ried
| Lage              | Objekt              | Beschreibung                          | Akten-Nr.              | Bild |
| ----------------- | ------------------- | ------------------------------------- | ---------------------- | ---- |
| Ried 1 (Standort) | Hölzernes Türgerüst | mit Korbbogen, Anfang 19. Jahrhundert | D-1-87-172-52 Wikidata | BW   |

### Ried im Winkl
| Lage                  | Objekt                                     | Beschreibung | Akten-Nr.              | Bild |
| --------------------- | ------------------------------------------ | --- | ---------------------- | ---- |
| Haus Nr. 1 (Standort) | Zugehörig zwei freistehende Getreidekästen | der östliche um 1800, der westliche, mit Backofen, bezeichnet 1803.                                                                   | D-1-87-172-53 Wikidata | BW   |
| Haus Nr. 2 (Standort) | Bauernhaus                                 | unverputztes Bruchsteinmauerwerk, mit Giebellaube, bezeichnet 1851; Zuhaus, mit Balusterlaube, mit eingebautem Backofen, erbaut 1834. | D-1-87-172-54 Wikidata | BW   |

### Roßholzen
| Lage                     | Objekt                                        | Beschreibung                                                                                               | Akten-Nr.              | Bild           |
| ------------------------ | --------------------------------------------- | --- | ---------------------- | -------------- |
| An der Straße (Standort) | Bildstock                                     | Martersäule, Granit, 16. Jahrhundert; an der Straße.                                                       | D-1-87-172-57 Wikidata | weitere Bilder |
| Haus Nr. 1 (Standort)    | Bauernhaus                                    | mit Giebellaube und geschnitztem Türstock, bezeichnet 1848.                                                | D-1-87-172-56 Wikidata | weitere Bilder |
| In Roßholzen (Standort)  | Filial- und Wallfahrtskirche St. Bartholomäus | Spätgotische Anlage, 15. Jahrhundert, Inneres 1755 barockisiert; mit Ausstattung. Friedhof mit Ummauerung. | D-1-87-172-55          | weitere Bilder |

### Sägmühl
| Lage                  | Objekt   | Beschreibung                                                     | Akten-Nr.              | Bild |
| --------------------- | -------- | ---------------------------------------------------------------- | ---------------------- | ---- |
| Haus Nr. 1 (Standort) | Sägmühle | Wohngebäude mit Blockwandobergeschoss und Laube, 18. Jahrhundert | D-1-87-172-58 Wikidata | BW   |

### Sattelberg
| Lage                    | Objekt     | Beschreibung                                                                          | Akten-Nr.              | Bild |
| ----------------------- | ---------- | ------------------------------------------------------------------------------------- | ---------------------- | ---- |
| Sattelberg 1 (Standort) | Hofkapelle | kleiner verputzter Massivbau mit Walmdach, 2. Hälfte 18. Jahrhundert; mit Ausstattung | D-1-87-172-59 Wikidata | BW   |

### Schadhub
| Lage                  | Objekt     | Beschreibung                                                         | Akten-Nr.              | Bild           |
| --------------------- | ---------- | -------------------------------------------------------------------- | ---------------------- | -------------- |
| Haus Nr. 1 (Standort) | Bauernhaus | Obergeschoss-Blockbau, verbretterte Laube, 1. Hälfte 18. Jahrhundert | D-1-87-172-60 Wikidata | weitere Bilder |

### Schwarzenbach
| Lage                  | Objekt     | Beschreibung                                                      | Akten-Nr.              | Bild |
| --------------------- | ---------- | ----------------------------------------------------------------- | ---------------------- | ---- |
| Haus Nr. 1 (Standort) | Bauernhaus | unverputztes Bruchsteinmauerwerk, mit Hochlaube, bezeichnet 1843. | D-1-87-172-61 Wikidata | BW   |

### Schweibern
| Lage                    | Objekt     | Beschreibung | Akten-Nr.              | Bild |
| ----------------------- | ---------- | --- | ---------------------- | ---- |
| Schweibern 4 (Standort) | Bauernhaus | ehemals Hakenhof, Flachsatteldachbau mit Blockbauobergeschoss, Laube, Giebellaube, Rautentür und Fassadenmalerei, Ende 17. Jahrhundert; Backhaus, kleiner Satteldachbau aus unverputztem Bruchsteinmauerwerk, wohl gleichzeitig. | D-1-87-172-63 Wikidata | BW   |
| Im Ort (Standort)       | Hofkapelle | Gotisierend, Ende 19. Jahrhundert; angebaut an Haus Nr. 1; mit Ausstattung. | D-1-87-172-62 Wikidata | BW   |

### Steinkirchen
| Lage                      | Objekt                                    | Beschreibung | Akten-Nr.              | Bild           |
| ------------------------- | ----------------------------------------- | --- | ---------------------- | -------------- |
| Steinkirchen 1 (Standort) | Katholische Kirche St. Peter und Friedhof | Spätgotische Anlage, Ende 15. Jahrhundert, im Inneren barockisiert; mit Ausstattung; Friedhof mit Ummauerung und schmiedeeisernen Grabkreuzen, 18.–20. Jahrhundert | D-1-87-172-65 Wikidata | weitere Bilder |

### Törwang
| Lage                                        | Objekt            | Beschreibung | Akten-Nr.              | Bild           |
| ------------------------------------------- | ----------------- | --- | ---------------------- | -------------- |
| Am Weg nach Geisenkam (Standort)            | Wegkapelle        | kleiner massiver Satteldachbau, 18. Jahrhundert; mit Ausstattung. | D-1-87-172-74 Wikidata | weitere Bilder |
| Seitenalm in ca. 1400 m Höhe. (Standort)    | Seitenalm         | Drei Steinbauten mit Schindeldächern, 18. Jahrhundert | D-1-87-172-72 Wikidata | BW             |
| Dorfplatz vor Nr. 6 (Standort)              | Brunnen           | mit bekrönender Marienfigur, Gusseisen, Ende 19. Jh. | D-1-87-172-8 Wikidata  | weitere Bilder |
| Dorfplatz 4 (Standort)                      | Gasthaus          | Gasthaus zur Post, stattliche Einfirstanlage mit Balkon und Rotmarmorportal, 1825. | D-1-87-172-3 Wikidata  | weitere Bilder |
| Dorfplatz 6 (Standort)                      | Schusterhäusl     | ehemals Mesnerhaus, mit vorstehendem Flachsatteldach, reiche Fassadenmalerei von 1725, Türgewände bezeichnet 1794. | D-1-87-172-4 Wikidata  | weitere Bilder |
| Dorfplatz 7 (Standort)                      | Bauernhaus        | mit Giebellaube, Putzgliederungen und reich geschnitzter Tür, 1844. | D-1-87-172-5 Wikidata  | weitere Bilder |
| Dorfplatz 8 (Standort)                      | Bauernhaus        | Putzfassade mit klassizistischem Dekor, reich verzierte Giebellaube, First bezeichnet 1855, geschnitzte Tür 1864. | D-1-87-172-6 Wikidata  | weitere Bilder |
| Südöstlich am Weg nach Grainbach (Standort) | Feldkapelle       | sogenannte Pestkapelle, 18. Jahrhundert | D-1-87-172-9 Wikidata  | weitere Bilder |
| Nähe Dorfplatz; Dorfplatz 3 (Standort)      | Kath. Pfarrkirche | Kath. Pfarrkirche Mariä Himmelfahrt, Chor 1513 geweiht, Turm gleichzeitig; Langhaus mit Vorhalle 1923/24; mit Ausstattung; Friedhof mit zum Teil alter Ummauerung und schmiedeeisernen Grabkreuzen des 18./19. Jahrhundert | D-1-87-172-1 Wikidata  | weitere Bilder |

### Untereck
| Lage                       | Objekt     | Beschreibung | Akten-Nr.              | Bild           |
| -------------------------- | ---------- | --- | ---------------------- | -------------- |
| Haus Nr. 5 (Standort)      | Bauernhaus | Einfirstanlage, zweigeschossiger verputzter Massivbau mit vorstehendem Satteldach und Kniestock, Hochlaube und geschnitztem Türstock, bez. 1838; Zuhaus, zweigeschossiger verputzter Massivbau, westliche Giebelseite unverputztes Bruchsteinmauerwerk, mit Frackdach und traufseitiger Laube, wohl 2. Hälfte 19. Jh.                                                                             | D-1-87-172-66 Wikidata | weitere Bilder |
| Zur Aussicht 26 (Standort) | Landhaus   | zweigeschossiger Bau mit Mansard-Halbwalmdach über hohem Sockelgeschoss in Hanglage mit niedrigeren Anbauten, Erkern, Giebellaube, Putzgliederungen und bemalten Dachuntersichten, in Formen des alpenländischen Heimatstils, wohl 1908, von 1932 bis 1970 Wohnsitz des Malers Constantin Gerhardinger; im Garten Treppen und Terrassierungen aus Natursteinmauerwerk und Bildstock, gleichzeitig | D-1-87-172-79          | Landhaus       |

### Unterleiten
| Lage                  | Objekt          | Beschreibung                                | Akten-Nr.              | Bild |
| --------------------- | --------------- | ------------------------------------------- | ---------------------- | ---- |
| Haus Nr. 1 (Standort) | Geschnitzte Tür | 1842.                                       | D-1-87-172-67 Wikidata | BW   |
| Haus Nr. 3 (Standort) | Bauernhaus      | verkürzt, mit Giebellaube und Balkon, 1792. | D-1-87-172-68 Wikidata | BW   |

### Weickersing
| Lage                  | Objekt     | Beschreibung                                                     | Akten-Nr.              | Bild           |
| --------------------- | ---------- | ---------------------------------------------------------------- | ---------------------- | -------------- |
| Haus Nr. 6 (Standort) | Bauernhaus | mit Rauputzgliederungen, Giebellaube und geschnitzter Tür, 1821. | D-1-87-172-69 Wikidata | weitere Bilder |

### Keinem Gemeindeteil zugeordnet
| Lage                                    | Objekt                                         | Beschreibung                                                                                          | Akten-Nr.     | Bild |
| --------------------------------------- | ---------------------------------------------- | --- | ------------- | ---- |
| Moserloos (oder Moserboden?) (Standort) | Alm, sogenannte Moseralm (oder Moserbodenalm?) | Steinbau mit Schindeldach, 1843; nicht nachqualifiziert, im Bayerischen Denkmal-Atlas nicht kartiert. | D-1-87-172-71 | BW   |

## Ehemalige Baudenkmäler
In diesem Abschnitt sind Objekte aufgeführt, die früher einmal in der Denkmalliste eingetragen waren, jetzt aber nicht mehr. Objekte, die in anderem Zusammenhang also z. B. als Teil eines Baudenkmals weiter eingetragen sind, sollen hier nicht aufgeführt werden. Aktennummern in diesem Abschnitt sind ehemalige, jetzt nicht mehr gültige Aktennummern.

| Lage                               | Objekt     | Beschreibung                                                                 | Akten-Nr.              | Bild |
| ---------------------------------- | ---------- | ---------------------------------------------------------------------------- | ---------------------- | ---- |
| Grainbach Kirchplatz 10 (Standort) | Bauernhaus | mit Giebellaube, an Firstpfette bezeichnet 1723.                             | D-1-87-172-24 Wikidata | BW   |
| Sonnbach Sonnbach 8 (Standort)     | Bauernhof  | Einfirstanlage, mit zwei Giebellauben, erbaut 1840, Haustür bezeichnet 1851. | D-1-87-172-64 Wikidata | BW   |